# Dietenbach (Freiburg im Breisgau)

Lage des Baugebiets

Dietenbach ist ein im Bau befindlicher Stadtteil für Freiburg im Breisgau. Der Spatenstich folgte am 27. Februar 2024 durch Bundeskanzler Olaf Scholz. Bis 2026 sollen die ersten Wohnungen bezugsfertig sein. Insgesamt sollen 6.900 Wohnungen mit Wohnraum für 16.000 Menschen entstehen. Der Bau des gesamten Stadtteils soll bis 2042 dauern.

## Lage
Das Baugebiet von Dietenbach liegt westlich vom Zentrum der Stadt, östlich an der Tel-Aviv-Yafo-Allee zwischen der B31a Autobahnzubringer Freiburg Mitte und dem bestehenden Stadtteil Rieselfeld. Nordwestlich grenzt Dietenbach am Mundenhof. Dort soll der erste klimaneutrale Stadtteil Freiburgs mit 6.500 Wohnungen für rund 16.000 Menschen entstehen. Namensgeber ist der gleichnamige Dietenbach, der durch das Baugelände verläuft. Im Süden des Baufelds verläuft der Dietenbachwald. Der Dietenbachpark auf der Ostseite der Besançonallee mit dem Dietenbachsee soll jedoch unverändert erhalten bleiben.

## Planungsgeschichte
Seit 2015 wird der Stadtteil geplant.
Im Oktober 2018 wurde der Sieger des städtebaulichen Wettbewerbs ermittelt. Es gewann das Architekturbüro K9 Architekten aus Freiburg. Das Baugebiet umfasst rund 110 Hektar, wovon ca. 25 Hektar bebaut werden sollen.
Im Februar 2019 fehlten am Baugelände noch 8,5 ha. Der Oberbürgermeister wollte das Problem dieser fehlenden Flächen möglichst im Dialog lösen, ohne zu enteignen. Falls enteignet werden müsste, würden die Betroffenen nur 15 € pro Quadratmeter bekommen und nicht die mit der Sparkassengesellschaft ausgehandelten 65 €. Im März 2020 hieß es, dass es mit über 400 der bisherigen Grundstückseigentümer Verträge oder Vereinbarungen über den Verkauf gebe. Für vier Eigentümer mit zusammen einem Hektar Fläche werde die Stadt ab dem zweiten Quartal 2020 Enteignungsverfahren einleiten.
Am 8. Dezember 2020 beschloss der Gemeinderat den Rahmenplan für Dietenbach. „Das ist der virtuelle Spatenstich“, nannte es die Stadträtin Renate Buchen (SPD). Eine Debatte gab es um das Langmattenwäldchen an der Grenze zum Rieselfeld, wo auf 40.000 Quadratmetern Bäume gefällt werden sollten. Daraufhin sammelte eine Bürgerinitiative 6.000 Unterschriften dagegen. Baubürgermeister Haag sagte, dass mehr Wald erhalten bleibe. Im Juni 2021 wurden Bäume im Langmattenwäldchen am Nordwestrand des Stadtteils Rieselfeld ▼  aus Protest gegen die geplante Fällung von vier Hektar Wald für den neuen Stadtteil besetzt. Am 10. Oktober 2021 demonstrierten 300 Menschen im Rieselfeld gegen die Fällung von rund 4 Hektar Wald. Dazu aufgerufen hatten der „BürgerInnenverein Rieselfeld“ (BIV) zusammen mit anderen Organisationen wie dem Bund für Umwelt und Naturschutz oder Parents for Future.
Am 13. Juli 2021 scheiterten drei Landwirte vor dem Verwaltungsgerichtshof Mannheim (VGH) mit einer Normenkontrollklage gegen die sogenannte Entwicklungssatzung der Stadt. Die Stadt könnte die Grundstücksbesitzer nun enteignen, was die Gemeinde aber nicht vorhat. Im November desselben Jahres veröffentlichte der VGH die Begründung für das Urteil, gegen das keine Revision zugelassen ist.
Über dem Gelände von Dietenbach verlaufen zwei Hochspannungsleitungen der Deutschen Bahn und Netze BW. Weil darunter in einem 40 Meter breiten Streifen aus Sicherheitsgründen nicht gebaut werden darf, sollen diese verlegt werden. Der Baubeginn für die rund 9 Millionen Euro teure Verlegung soll im Frühjahr 2025 erfolgen.
Am 26. Juli 2022 beschloss der Freiburger Gemeinderat den ersten Bebauungsplanentwurf, welcher auf 62 ha Fläche 1.600 Wohnungen ausweist sowie den zentralen Marktplatz, den ersten Bauabschnitt der Gemeinschaftsschule und die Trasse für die Straßenbahnverlängerung umfasst. Der Ortschaftsrat des betroffenen Ortsteils Lehen hatte den gleichen Plan am 19. Juli 2022 bei Stimmengleichheit noch zurückgewiesen.

### Überschwemmungsgebiet
Das Dietenbachgelände ist bislang als Überschwemmungsgebiet ausgewiesen, in dem Bauen verboten ist. Um dennoch bauen zu können, soll um den Lauf des Dietenbachs ein ökologischer Stadtteilpark mit einer Breite von durchschnittlich 35 Metern entstehen, der als Überschwemmungsbereich angelegt ist, so dass sich bei Hochwasser der Dietenbach auf diese Breite ausdehnen kann. Des Weiteren soll der Baugrund für den Grundwasserschutz aufgeschüttet werden, so dass das Dietenbachgelände bis Baubeginn kein Überschwemmungsgebiet mehr ist. Ein Gutachten wies ein häufiges Vorkommen der Haselmaus auf dem Gelände nach. Da jedoch davon ausgegangen wird, dass sie zu einer Population gehört, die im ganzen südlichen Mooswald vorkommt, soll sie dorthin vergrämt werden.
Im November 2022 wurde die Erweiterung des Hochwasserrückhaltebecken Breitmatte zwischen Günterstal und der Wiehre und im April 2023 das Hochwasserrückhaltebecken Bohrertal auf dem Gemeindegebiet Horben in Betrieb genommen. Beide Hochwasserrückhaltebecken sollen bei besonders starken Regenergeinissen den Bohrerbach zurückhalten, der letztendlich als Käserbach und Dietenbach durch das geplante Baugebiet läuft. Die Stadt gibt an, dass die Hochwasserrückhaltebecken unabhängig vom Stadtteil Dietenbach verfolgt wurden und notwendig waren, um den Hochwasserschutz für Günterstal, die Wiehre, Weingarten und Haslach sicherzustellen.

### Klimaneutralität
Der neue Stadtteil soll klimaneutral werden, so hatte der Gemeinderat am 24. Juli 2018 entschieden. Am 13. Juli 2021 stellte die Stadt ein Energiekonzept vor, das auf energieeffiziente Gebäude, Solarstrom, erneuerbare Nahwärme und grünen Wasserstoff setzt. Architekten, Vertreter der Erneuerbare-Energien-Wirtschaft und Betreiber von Fachbüros sowie Rainer Grießhammer, langjähriger Geschäftsführer des Öko-Instituts kritisierten im November das Energiekonzept für Dietenbach. Sie halten das Konzept für risikoreich, zu energiehungrig, zu teuer – und Klimaneutralität werde verfehlt. Allen Punkten widersprach Klaus von Zahn als Leiter des Umweltschutzamtes und Verantwortlicher im Rathaus. Gemeinderäte halten ein klärendes Gespräch zwischen den Kritikern und der Verwaltung für nötig.

### Verkehr
Dietenbach soll verkehrstechnisch als autoarmer Stadtteil entstehen.
Von Beginn an soll der Stadtteil durch eine Straßenbahn angebunden werden. Hierfür ist die Verlängerung von Rieselfeld um drei Stationen vorgesehen: Eine am Übergang zwischen Rieselfeld und Dietenbach am neuen Schul- und Sportcampus, eine in der Ortsmitte und nach einer Abbiegung nach Westen eine dritte an der Straße Zum Tiergehege in Richtung Mundenhof. Eine Trasse von der Ortsmitte über B 31a, Dreisam und das Neubaugebiet Im Zinklern in Lehen zur Haltestelle Paduaallee wird freigehalten.
Für den Radverkehr soll eine Brücke über die B 31a zum FR 1 entstehen. Im Süden zwischen Dietenbach und Rieselfeld verläuft der FR 5. Außerdem besteht eine Anbindung im Osten zum Dietenbachpark und weiter nach Betzenhausen und Weingarten.
Die straßenverkehrliche Lage an der B 31a und der Westrandstraße ist nicht ungünstig, über die Breisgauer Brücke soll eine Anbindung an die B 31a entstehen, eine weitere an der Westrandstraße. Innerhalb des Stadtteils soll eine Ringstraße verlaufen, die die beiden Anbindungen ans überregionale Straßennetz verbinden soll. Innerhalb dieser Ringstraßen sind vier verkehrsberuhigte Geschäftsstraßen als Stichboulevards vorgesehen, die an der Ortsmitte zusammenlaufen sollen. Dazwischen verlaufen kleine Quartiers- und Wohnstraßen. Parkflächen für private Pkw sind nur in Hochgaragen größtenteils entlang der Ringstraße und nicht am Straßenrand vorgesehen, stattdessen sollen Haltebuchten etwa für Handwerker und Carsharing-Stationen im Quartier verteilt werden.

## Bauvorbereitungen
Anfang September 2020 begannen Ausgleichsmaßnahmen für das geplante Erdaushub-Zwischenlager und den Bachausbau. Streng geschützte Arten wie Zauneidechsen und Goldammer müssen umgesiedelt werden bzw. neuen Lebensraum erhalten.
Im Februar 2021 wurden entlang der Straße Zum Tiergehege Bäume gefällt für die im Mai und Juni durchgeführten Arbeiten am Fuß- und Radweg und der Zufahrtsstraße für das Erdaushubzwischenlager, die die Straße Am Sender quert. Am Mundenhof und im Gewann Hardacker waren die ersten naturschutzrechtlichen Ausgleichsmaßnahmen bereits umgesetzt. Im August und September wurden die Zauneidechsen dorthin umgesiedelt.
Eine 100%ige städtische Gesellschaft, die Erdaushubzwischenlager Dietenbach GmbH (EDG), errichtete die Infrastruktur für das ca. 13 Hektar großen Lager. Seit Dezember 2021 wird dort Erdreich angefahren. Pro Jahr sollen es zwischen 100.000 und 130.000 Tonnen  werden und zu zwei Bergen von 12 bis 15 Meter Höhe aufgeschüttet werden, die dann zur Aufschüttung des hochwassergefährdeten Geländes dienen, auf dem der Stadtteil gebaut werden soll.
Da ein Trinkwasserbrunnen von Umkirch in der Nähe liegt, hat die Gemeinde aus Furcht vor Beeinträchtigungen Widerspruch eingelegt und behält sich eine Klage vor.
Seit 2018 finden auf dem Gebiet des neuen Stadtteils jährlich Kampfmittelsondierungen statt, dabei wurde im Herbst 2021 eine amerikanische Fliegerbombe gefunden. Im Frühjahr 2022[veraltet] sollen die Untersuchungen abgeschlossen sein.
Ende Oktober 2021 erwarb die Stadt rund 17 Hektar Fläche für 2,8 Millionen Euro vom Land Baden-Württemberg. Bis Ende 2022 wird entschieden, ob weitere knapp 5 Hektar Fläche ebenfalls an die Stadt veräußert werden. Auf jeden Fall sollen dort Wohnungen für die Uniklinik bzw. Studierende entstehen.

## Kritik

### Baumbesetzung
Mitte 2021 besetzten Umweltaktivisten mehrere Bäume im Langmattenwäldchen, indem sie mehrere miteinander verbundene Baumhäuser in großer Höhe errichteten und während der Besetzungszeit darin lebten. Ihr Protest „Dieti bleibt!“ richtet sich gegen die Rodung von etwa fünf Hektar Waldfläche für die geplante Bebauung, obwohl im Vorfeld des Bürgerentscheids von der Projektleitung Baumfällungen ausgeschlossen worden waren. Einen Einspruch von NABU gegen die geplante Rodung lehnte das Verwaltungsgericht Freiburg im Oktober 2024 ab. Das besetzte Waldstück wurde schließlich im Dezember 2024 gerodet. Im Vorfeld verließen einige Besetzer freiwillig den Wald; wenige Verbliebene wurden schrittweise durch die Polizei entfernt.

### Bürgerentscheid

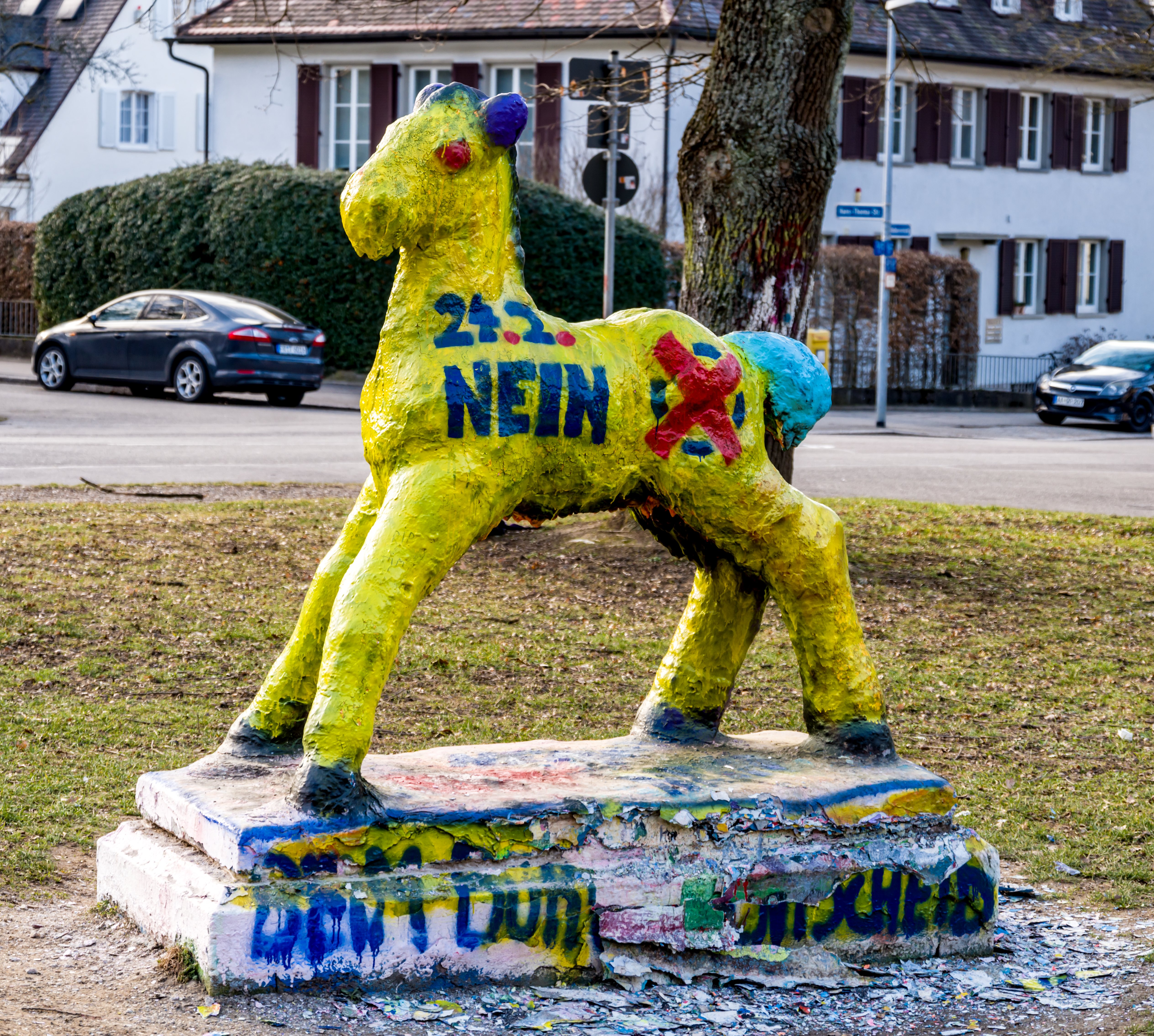
Von Bebauungsbefürwortern umgestaltetes Holbeinpferdle im Vorfeld des Bürgerentscheids

Nachdem die Planungen für das neue Stadtgebiet die öffentlichen Gremien passiert hatte, regte sich Widerstand in einem Teil der Bevölkerung: Es wurden Unterschriften gesammelt, um einen Bürgerentscheid zu erlangen. Mit mehr 12.500 Unterschriften wurde das Quorum von 11.812 (7 % der wahlberechtigten Bürger) überschritten, so dass der Bürgerentscheid am 24. Februar 2019 stattfinden konnte. Er sollte entscheiden, ob das Gelände bebaut werden dürfe. Dies war der sechste Bürgerentscheid in der Geschichte der Stadt Freiburg. Die Frage auf den Stimmzetteln lautete: „Soll das Dietenbachgebiet unbebaut bleiben?“ Damit das Ergebnis des Bürgerentscheids für den Gemeinderat genauso bindend wie ein eigener Beschluss geworden wäre, war eine Mehrheit von mehr als 34.245 Stimmen (das sind 20 % der Wahlberechtigten) notwendig. Das Ergebnis des Bürgerentscheids war – bei einer Wahlbeteiligung von 49,6 % – 60 % „Nein“-Stimmen, somit wird das Gebiet bebaut.
Im Rahmen des Bürgerentscheids erzeugte die Freiburger Werbeagentur Feyka & Herr die Webseite dietenbach-votum.de mit einer Abstimmung zu Dietenbach. Die Seite sollte zeigen, wie leicht sich Abstimmende durch Informationen (wahr, falsch, Werbung) manipulieren lassen. Die Seite, die weder Impressum noch Datenschutzerklärung oder Informationen zum Betreiber aufwies, wurde nach kürzester Zeit abgeschaltet bzw. umgestaltet. Die Kosten betrugen 217,51 € pro Woche und es wurden 27.904 Menschen erreicht, von denen 1.448 die Seite besuchten und 778 abstimmten.
In der Zeit vor dem Bürgerentscheid wurde das Holbeinpferdle von Befürwortern des neuen Stadtviertels bemalt. Es war das angekreuzte Nein zu sehen, welches nötig war, damit die Bebauung stattfinden kann. Mit dieser Bemalung wurde es am 20. Februar zur Restaurierung durch einen Fachbetrieb abgebaut.
Der gesamte Bürgerentscheid hat nach Aussage von Oberbürgermeister Martin Horn in Summe 580.000 € gekostet, davon der Wahlkampf 310.000 €, inklusive der Veranstaltung im Konzerthaus und die Wahl selbst 210.000 €. Durch den Bürgerentscheid haben sich die Planungen um circa ein knappes Jahr verzögert; das Ziel, dass 2024 die ersten Wohnungen bezogen werden, hält der Projektleiter noch für möglich, der Oberbürgermeister rechnet aber mit 2026.